# بال گنگادار تیلاک
بال گنگادار تیلاک (انگلیسی: Bal Gangadhar Tilak) یا لوکمانیا تیلاک انگلیسی: Lokmanya Tilak; ؛ (زاده ۲۳ ژوئیه ۱۸۵۶ کاشاو گنگادار تیلاک- اول اوت ۱۹۲۰)، ملی‌گرا، معلم و فعال استقلال هند بود. او یکی از «سه پیروز لال بال پال» بود.  تیلاک اولین رهبر جنبش استقلال هند بود. مقامات استعماری انگلیس او را "پدر ناآرامی‌های هند" نامیدند. به او همچنین عنوان «لوکمانیا» (Lokmanya) اعطا شد، به معنی "پذیرفته شده توسط مردم (به عنوان رهبر آنها)".  مهاتما گاندی او را "سازنده هند مدرن" نامید.

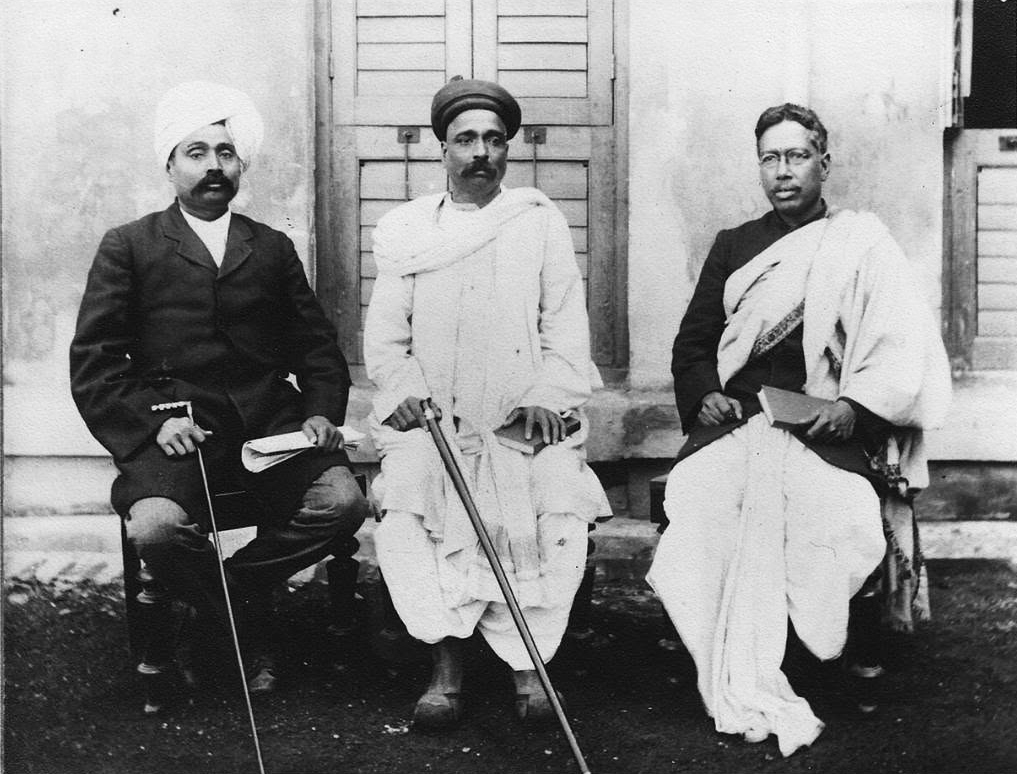
لالا لاجپت رای از پنجاب، بال گنگادار تیلاک (وسط) از ماهاراشترا و بیپین چاندرا پال از بنگال، سه نفر پیروزی بودند که به عنوان لال بال پال مشهور شد و گفتمان سیاسی جنبش استقلال هند را تغییر داد.

تیلاک یکی از اولین و قویترین طرفداران سواراج (Swaraj به معنی «خودمدیریت») و یک افراط‌گرای قدرتمند در آگاهی هند بود. وی با بسیاری از رهبران کنگره ملی هند از جمله بیپین چاندرا پال، لالا لاجپت رای، آوروبیندو قوز، وی او چیدامبارام پیلای و محمد علی جناح اتحاد نزدیکی ایجاد کرد.